# Saint-Derrien
Saint-Derrien é uma comuna francesa na região administrativa da Bretanha, no departamento Finisterra. Estende-se por uma área de 12,35 km². Em 2010 a comuna tinha 826 habitantes (densidade: 66,9 hab./km²).